# Сліпченко Олександр Сергійович
Олександр Сергійович Сліпченко (20 грудня 1939, Одеса, Українська РСР, СРСР) — український дипломат та журналіст. Надзвичайний та Повноважний Посол України.

## Біографія
Народився 20 грудня 1939 в Одесі. 
Закінчив Київський державний університет ім. Т. Г. Шевченка (1961), факультет журналістики, Вищу дипломатичну школу МЗС СРСР (1972).
З 1961 по 1964 — редактор Київської студії телебачення Держкомітету УРСР по телебаченню та радіомовленню
З 1964 по 1966 — аспірант Київського державного університету ім. Т. Г. Шевченка, референт Комітету молодіжних організацій УРСР.
З 1966 по 1976 — другий, перший секретар МЗС Української РСР.
З 1976 по 1981 — співробітник секретаріату Міжнародної організації праці в Женеві.
З 1981 по 1986 — перший секретар, радник МЗС УРСР.
З 1986 по 1991 — відповідальний секретар, заступник голови Комісії УРСР у справах ООН з питань освіти, науки та культури ЮНЕСКО. 
З 1991 по 09.1992 — Постійний представник України при ЮНЕСКО в Парижі.
З 02.1992 по 09.1992 — тимчасовий повірений у справах України у Франції.
З 09.1992 по 10.1997 — Надзвичайний і Повноважний Посол України у Швейцарії.
З 09.1992 по 05.1996 — Постійний представник України при Відділенні ООН та інших Міжнародних організаціях в Женеві.
З 11.1997 по 01.1999 — начальник Управління Європи та Америки, Другого територіального управління МЗС України.
З 01.1999 по 11.2002 — Надзвичайний і Повноважний Посол України у Швеції.
З 09.1999 по 11.2002 — Надзвичайний і Повноважний Посол України в Данії за сумісництвом.
З 09.1999 по 11.2002 — Надзвичайний і Повноважний Посол України в Норвегії за сумісництвом.
З 14.11.2002 по 07.2004 — Надзвичайний і Повноважний Посол України в Державі Ізраїль.
З 2004 року у відставці, займається літературною творчістю, провадить викладацьку та громадську діяльність.

## Автор книг
- От имени страны. Заметки о дипломатии и дипломатах : художественно-документальное издание / А. Слипченко. – К. : Задруга, 2009. – 688 с.[9]
- Служба царская и комиссарская. Заметки о дипломатии и дипломатах (2). : художественно-документальное издание / А. Слипченко. – К. : Задруга, 2009. – 604 с.
- И был им всякий почет… Заметки о дипломатии и дипломатах (3) : художественно-документальное издание / А. С. Слипченко. – К.: Задруга, 2011. – 536 с.[10]
- Дипломатическая кухня. / А. С. Слипченко. – К.: Задруга, 2015.
- Умение помнить. Заметки о дипломатии и дипломатах (4) : художественно-документальное издание / А. С. Слипченко. – К.: Задруга, 2019.

## Нагороди
- орден «За заслуги» ІІІ ступеню.
- Почесна відзнака МЗС України І ступеня
- має державні нагороди Франції, Швеції, Литви, Португалії.